# Dolmen des Sept Chemins
Der Dolmen des Sept Chemins (deutsch „Dolmen der sieben Wege“), auch Dolmen de la Pierre Levée (Bougon) genannt, liegt unmittelbar südlich der Kreuzung Sept Chemins, etwa südlich der Nekropole von Bougon, bei Saint-Maixent-l’École im Département Deux-Sèvres in Frankreich. Dolmen ist in Frankreich der Oberbegriff für Megalithanlagen aller Art (siehe: Französische Nomenklatur).
Die etwa 3,0 × 2,0 m messende Kammer des Dolmens besteht aus zwei seitlichen Tragsteinen, einem Endstein und einem Deckstein. Der wahrscheinlich gestörte Zugang ist auf etwa 2,0 m Breite völlig offen und liegt in Richtung Südosten. Verstreute Platten markieren die Reste des kurzen Ganges. Der Dolmen liegt außermittig, in den mit (kürzlich renoviertem) Trockenmauerwerk eingefassten Resten eines Steinhügels von etwa 9,0 m Durchmesser und 0,5 bis 0,75 m Höhe.
Dieser Dolmentyp ist in Südfrankreich statt der großen und komplexeren nördlicheren Dolmen stark verbreitet. Der abgewitterte Kalkstein, aus dem er gemacht wurde, ist für das okzitanische Frankreich typisch.